# Фигнер, Марина Николаевна
Марина Николаевна Фигнер (18 ноября 1922, Петроград — 18 августа 1991, Москва) — советская и российская актриса театра, кино и озвучивания.

## Биография
Родилась 18 ноября 1922 года а Санкт-Петербурге, в семье военного отца и матери ранее служившей драматической актрисой, а позже домработницей.
Окончила среднюю школу в 1939 году, без учебного образования была принята в Ленинградский новый театр, позже служила во многих других известных театрах. В последнии двадцать лет жизни об артистке не были ничего слышно. Начала сниматься в кино с 1940 года в фильме Музыкальная история, а последний фильм на телевидении с участием актрисы был Земля, до востребования, снятый в 1972 году.
Ушла из жизни 18 августа 1991 года в Москве. Похоронена на Введенском кладбище.

### Родители
- Отец — Николай Николаевич Фигнер — офицер в царской армии до революции. Позже перешедший на сторону большевиков и продолжил службу уже в рядах РККА. Погиб в звании полковника в 1943 году во времена Великой Отечественной войны[1].
- Мать — Вера Сергеевна Фигнер — драматическая артистка, позже стала являться домохозяйкой[1].

### Семья
- Была замужем дважды.
- Первый муж — Рафаил Иванович Капрэл — военный лётчик (погиб предположительно во времена Великой Отечественной войны)[1].
- Второй муж — Исаак Семёнович Прок — советский сценарист. Автор сценариев и дикторских текстов документальных и научно-популярных фильмов преимущественно спортивной тематики[1].

## Творчество

### Фильмография
- 1940 — Музыкальная история — актриса в опере
- 1947 — Весна — прохожая
- 1954 — Анна на шее — дама на балу
- 1956 — За власть советов — покупательница мехов
- 1957 — Девушка без адреса — модельер
- 1957 — Хождение по мукам — гостья; первый фильм
- 1958 — На дальних берегах — Пепитта, помощница Мазелли
- 1960 — Каток и скрипка (короткометражный) — мама ученика музыкальной школы
- 1961 — Ночной пассажир (короткометражный) — хозяйка кабачка
- 1962 — Как рождаются тосты (короткометражный) — сотрудница треста
- 1962 — Я купил папу
- 1972 — Земля, до востребования